# Tens Kapoma
Tens Kapoma ist Ständiger Vertreter von Sambia bei den Vereinten Nationen.
Tens Kapoma ist Karrierediplomat im sambischen Außenministerium. Bevor er im März 2005 nach New York als Ständiger Vertreter bei den Vereinten Nationen versetzt wurde, diente er als sambischer Botschafter in der Demokratischen Republik Kongo.
Seine Themen in New York sind AIDS, Schulden, Globalisierung, Klimawandel, Zugang zu neuen Technologien, Energieversorgung, Infrastruktur, Gesundheitsversorgung – kurz die gesamte Agenda der Benachteiligungen eines der ärmsten und am wenigsten entwickelten Länder der Welt.